# Міжнародна школа в Женеві
Міжнародна школа в Женеві (фр. École Internationale de Genève), також відома як Ecolint (укр. «Еколінт») — приватна міжнародна школа у Швейцарії, найстаріша та найбільша школа міжнародного бакалаврату у світі. Школа є членом Ради міжнародних шкіл (англ. Council of International Schools — «CIS»)
Школа розташовується у трьох кампусах:
- Ла Ґранд Боасьє фр. La Grande Boissière (також називають LGB) у Женеві;
- Ла Шатейґніре фр. La Châtaigneraie (також називають La Chât) у Фунексі (кантон Во);
- Кампус дес Націонс фр. Campus des Nations, (також називають Nations) у Ґранд-Саконнекс (кантон Женева).

Кампус Ла Ґранд Боасьє є «світовою колискою» міжнародного бакалаврату, де зароджувалися, відпрацьовувалися та вдосконалювалися основні принципи та освітні програми, а також, і сама «Організація міжнародного бакалаврату» та її фахівці.
Міжнародна школа в Женеві вважається однією з найкращих міжнародних шкіл світу. Вона є випробувальним центром систем тестування коледжів США (SAT, ACT тощо) та Сполученого Королівства (IGCSE). Школу акредитовано у Кембриджській міжнародній системі екзаменування.  У 2006 Британська газета Гардіан написала про Міжнародну школу в Женеві як про одну з найкращих міжнародних шкіл із британською освітньою програмою.

## Історія
У 1920—1921 Ліга Націй та Міжнародна організація праці розмістили свої офіси у Женеві. Для організації навчання дітей співробітників інтернаціонального колективу цих установ 17 вересня 1924 зусиллями керівництва цих установ та видатних педагогів Адольфа Фер'єра і Елізабет Роттен було відкрито Міжнародну школу в Женеві. На той час у школі навчалось вісім учнів. У перші роки існування навчальні класи розташовувалися у шале господи Фер'єра, і у 1929 перебазувалися у Ла Ґранд Боасьє, де перебувають і до сьогодні.
З 1929 і до 1956 директоркою школи була видатна педагогиня Марі-Терез Моретт, яка започаткувала, опрацювала на практиці і сформувала основні принципи процесу навчання у міжнародних школах, які лягли в основу програм Міжнародного бакалаврату. Ці основи вона опублікувала 1948-го у праці «Методи навчання для усього світу».
У 1968 році Робертом Лечом та групою вчителів була створена «Програма для здобуття диплома міжнародного бакалаврату» (англ. Diploma Programme IB) та «Організація міжнародного бакалаврату» (англ. International Baccalaureate Organization) «IBO».
1974-го у результаті об’єднання Ліцею Націй та Міжнародного коледжу Ла Шатейґніре було створено другий кампус школи «Ла Шатейґніре». 
У 1994 була започаткована «Програма середніх років міжнародного бакалаврату» (англ. Diploma Programme IB). 
У 1997 була започаткована «Програма ранніх років міжнародного бакалаврату» (англ. Primary Years Programme IB). 
2005-го було відкрито третій кампус школи — «Кампус дес Націонс» у Ґранд-Саконнексі.

## Відомі учні
| Фото | Прізвище                       | Опис |
|      | Джо Дассен                     | Американський співак французького походження |
|      | Ричард Корбетт                 | Депутат Європейського парламенту |
|      | Ернандо де Сото                | Перуанський економіст. Спеціалізація — тіньова економіка |
|      | Майкл Дуглас                   | Американський кіноактор і кінопродюсер, лауреат премії «Оскар» як «найкращий актор» (фільм «Волл-Стріт»                                                                              |
|      | Індіра Ганді                   | Прем'єр-міністерка Індії (1966-1977, 1980-1984) |
|      | Дуглас Гофстедтер              | Американський фізик та інформатик; син Роберта Гофстедтера. Лауреат Пулітцерівської премії за книгу «Гедель, Ешер, Бах: ця нескінченна гірлянда» в категорії «Нехудожня література». |
|      | Кристофер Ламберт              | Французький актор, лауреат премії «Сезар» (1986) |
|      | Боб Рей                        | Канадський політик, прем'єр-міністр Онтаріо, депутат парламенту Канади, голова Ліберальної партії Канади                                                                             |
|      | Барон Едмон Адольф де Ротшильд | Швейцарський фінансист філантроп. Член родини Ротшильдів, онук Едмона де Ротшильда, член Комітету правління Більдерберзького клубу                                                   |
|      | Генерал Норман Шварцкопф       | Американський генерал. Очолював вторгнення США в Гренаду у 1983, командувач Багатонаціональних сил під час Війни в Перській затоці у 1991                                            |
|      | Її високість королева Сірікіт  | Королева Таїланду, дружина короля Таїланду Пхуміпона Адульядета |
|      | Лайза Сімон                    | Американська співачка та акторка Театру на Бродвеї, дочка відомої джазової співачки, піаністки і аранжувальниці Ніни Сімон                                                           |
|      | Принцеса Гальяні Вадхана       | Принцеса Таїланду, сестра королів Таїланду Ананда Махідола та Пхуміпона Адульядета, внучка короля Таїланду Чулалонгкорна                                                             |